# Wina (Stadtmagazin)
Wina – Das jüdische Stadtmagazin (benannt nach dem hebräischen Namen für Wien וינה) ist ein jüdisches Magazin in Wien, dessen erste Ausgabe im Oktober 2011 erschien. Die Israelitische Kultusgemeinde Wien hat im Jahre 2011 eine eigene Mediengesellschaft (Jüdische Medien- und Verlags-GmbH) gegründet, die Wina herausgibt. Das ermöglicht eine inhaltlich unabhängige Magazinproduktion. Die Auflage beträgt rund 7.000 Exemplare. Wina will die 20.000 Juden in Österreich erreichen, aber auch die Gemeinschaften im ganzen deutschsprachigen Raum mit jüdischer Stadtkultur, aber auch Kunst und Musik oder Auslands- und Hintergrundberichten  ansprechen.
Eines der medialen Vorbilder für Wina ist das US-amerikanische Magazin Moment, das 1975 von Elie Wiesel und Leonard Fein gegründet wurde.
Chefredakteurin ist Julia Kaldori.